# Analcym

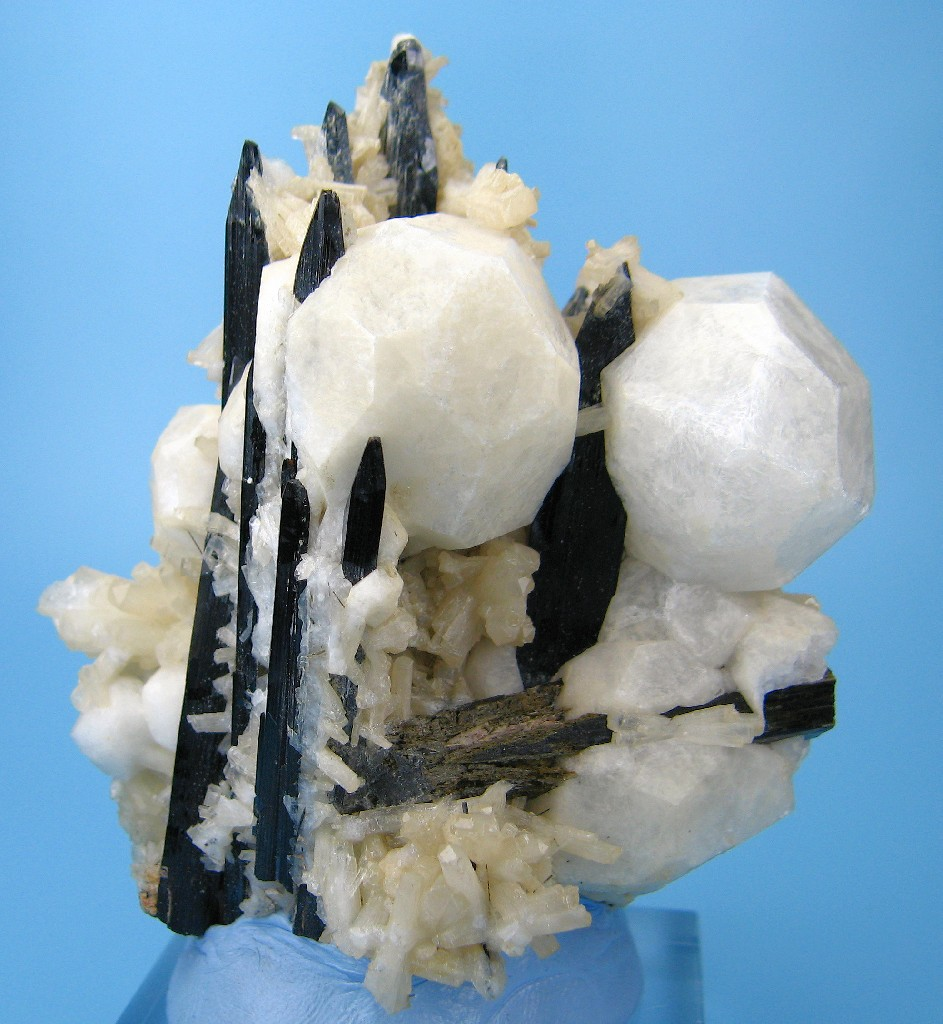
Analcym (biały) z egirynem i natrolitem; pochodzenie: Mont Saint-Hilaire, Quebec (wymiary: 7,8 × 6,5 × 5,3 cm)

Analcym – minerał z gromady krzemianów, zaliczany do grupy zeolitów (oraz ze względu na wiele cech wspólnych także do grupy skaleniowców). Jest minerałem bardzo pospolitym, jego prawidłowe kryształy należą jednak do rzadkości.
Nazwa pochodzi od gr. analkis = słaby, bezsilny; nawiązuje do słabych możliwości naelektryzowania się tego minerału podczas pocierania.

## Charakterystyka

### Właściwości
Zazwyczaj tworzy kryształy izomertyczne o postaci dwudziestoczterościanów deltoidowych. Tworzy kryształy wrosłe i narosłe. Występuje w skupieniach zbitych i ziemistych. Jest kruchy i przezroczysty. 

### Występowanie
Jest produktem niskotemperaturowych procesów hydrotermalnych. Spotykany też w skałach powstałych w późnych procesach krystalizacji magmy – w bazaltach (razem z prehnitem, kalcytem, i innymi zeolitami); cieszynitach i syenitach oraz w skałach metamorficznych – (amfibolitach).
Czasem jest spotykany jako minerał wtórny powstały w procesie analcymizacji, czyli przeobrażania skaleni w ów minerał. W odpowiednich warunkach jest zdolny do tworzenia skał monomineralnych zwanych analcymitami. 
Miejsca występowania:
- Na świecie: Włochy, Niemcy, Wielka Brytania, Francja, Czechy, USA, Kanada.

- W Polsce: występuje w okolicach Żywca i Bielska-Białej, spotykany na Dolnym Śląsku (okolice Strzegomia, Jeleniej Góry i w Górach Izerskich) i w okolicach Opola.

### Zastosowanie
- ma znaczenie naukowe,
- wyjątkowo cenny okaz dla kolekcjonerów i na ich potrzeby bywa szlifowany.